# 宮﨑小雪
宮﨑 小雪（みやざき こゆき、2003年2月5日 - ）は、日本の女子キックボクサー。東京都町田市出身。TRY HARD GYM所属。元RISE QUEEN アトム級王者。

## 経歴
2019年11月8日のRISE GIRLS POWERで松谷綺を相手にプロデビュー戦を迎え、3R戦った末に判定となり、30–29（宮﨑）、30–28（松谷）、29–29と判定が割れて引き分けとなった。2020年9月3日のKNOCK OUT CHAMPIONSHIP.2ではKARENと対戦し、3R判定勝ちを収めた。2020年11月1日のRISE DEAD OR ALIVE 2020 OSAKAではAyakaに判定負け。

### RISE アトム級

#### NEXT QUEENトーナメント
2020年12月24日にRISE QUEENアトム級王者の紅絹への挑戦者を決めるためのNEXT QUEENトーナメントが開催されることが発表された。
2021年1月17日のRISE GIRLS POWER.4で行われたトーナメント準決勝で佐藤レイナと対戦し、判定勝ち。決勝では小林愛理奈と対戦し、判定勝ちでトーナメント優勝を果たした。
トーナメントの優勝者として2021年3月28日のRISE147でアトム級王者の紅絹に挑戦し、僅差の判定で勝利し、アトム級王座を獲得。

#### RISE QUEENアトム級王者
2021年9月12日に行われたRISE GIRLS POWER.5のノンタイトル戦でWMC世界女子ミニフライ級王者、WPMF世界女子ピン級王者の伊藤紗弥と対戦し、3R終了後の判定が割れて決着がつかず、延長の末に判定勝ち。
2022年2月23日のRISE 155で元NJKFミネルヴァ日本アトム級王者の百花と対戦し、判定勝ち。
5月29日のRISE 158で行われたアトム級タイトルマッチで小林愛理奈に5R判定で勝利し、初防衛に成功した。
10月15日のRISE WORLD SERIES 2022でペットルークオン・サーリージム戦が行われ、判定勝ち。
12月25日のRISE WORLD SERIES / SHOOTBOXING-KINGS 2022でシュートボクシング日本女子アトム級王者のMISAKIと対戦し、判定勝ち。
2023年3月26日のRISE ELDORADO 2023において47.5 kgのキャッチウェイトでビョン・ボギョンと対戦し、3R1分50秒KO勝ち。プロで初めてのKO勝利となった。
2023年8月26日のRISE WORLD SERIES 2023 2nd Roundにおいてジュムリアット・スラーターニー・ラーチャパッドと対戦し、1R3分00秒KO勝ち。
2023年12月16日のRISE WORLD SERIES 2023 Final Roundにおいてモンクットペット・カオラックムエタイと対戦し、判定勝ち。
2024年3月20日のK-1 WORLD MAXで行われたK-1とRISEの対抗戦で、RISE代表としてK-1アトム級王者の菅原美優と対戦し、延長1Rに3-0の判定勝ち。
2024年7月26日のRISE 180で元WBC女子世界ライトフライ級王者のサムサン・C2M MUAYTHAI＆FITNESSと対戦し、2R2分17秒TKO勝ち。
2024年12月15日のRISE 184でWBCムエタイ・インターナショナル女子ミニフライ級王者のタン・スアン・ユンと対戦し、2R2分58秒KO勝ち。
2025年3月30日、フィリピン留学のため同日付でアトム級王座を返上すると発表された。

## 戦績
| キックボクシング 戦績 | キックボクシング 戦績 | キックボクシング 戦績 | キックボクシング 戦績 | キックボクシング 戦績 | キックボクシング 戦績 | キックボクシング 戦績 |
| --------------------- | --------------------- | --------------------- | --------------------- | --------------------- | --------------------- | --------------------- |
| 18 試合               | (T)KO                 | 判定                  | その他                | 引き分け              | 無効試合              |                       |
| 16 勝                 | 4                     | 12                    | 0                     | 1                     | 0                     |                       |
| 1 敗                  | 0                     | 1                     | 0                     | 1                     | 0                     |                       |

| 勝敗 | 対戦相手                                       | 試合結果                          | 大会名                                          | 開催年月日     |
| ○    | タン・スアン・ユン                             | 2R 2:58 KO（左ハイキック）        | RISE 184                                        | 2024年12月15日 |
| ○    | サムサン・C2M MUAYTHAI＆FITNESS                | 2R 2:17 TKO（レフェリーストップ） | RISE 180                                        | 2024年7月26日  |
| ○    | 菅原美優                                       | 3R+延長1R終了 判定3-0             | K-1 WORLD MAX 2024                              | 2024年3月20日  |
| ○    | モンクットペット・カオラックムエタイ           | 3R終了 判定3-0                    | RISE WORLD SERIES 2023 Final Round              | 2023年12月16日 |
| ○    | ジュムリアット・スラーターニー・ラーチャパッド | 1R 3:00 KO（左ボディ）            | ABEMA presents RISE WORLD SERIES 2023 2nd Round | 2023年8月26日  |
| ○    | ビョン・ボギョン                               | 3R 1:50 KO（左ボディ）            | RISE ELDORADO 2023                              | 2023年3月26日  |
| ○    | MISAKI                                         | 3R終了 判定2-0                    | RISE WORLD SERIES / SHOOTBOXING-KINGS 2022      | 2022年12月25日 |
| ○    | ペットルークオン・サーリージム                 | 3R終了 判定3-0                    | RISE WORLD SERIES 2022                          | 2022年10月15日 |
| ○    | 小林愛理奈                                     | 5R終了 判定3-0                    | RISE 158 【RISE QUEENアトム級タイトルマッチ】   | 2022年5月29日  |
| ○    | 百花                                           | 3R終了 判定3-0                    | RISE 155                                        | 2022年2月23日  |
| ○    | 伊藤紗弥                                       | 3R+延長1R終了 判定2-0             | RISE GIRLS POWER.5                              | 2021年9月12日  |
| ○    | 紅絹                                           | 5R終了 判定2-0                    | RISE 147 【RISE QUEENアトム級タイトルマッチ】   | 2021年3月28日  |
| ○    | 小林愛理奈                                     | 3R終了 判定3-0                    | RISE GIRLS POWER.4                              | 2021年1月17日  |
| ○    | 佐藤レイナ                                     | 3R終了 判定3-0                    | RISE GIRLS POWER.4                              | 2021年1月17日  |
| ×    | Ayaka                                          | 3R終了 判定0-2                    | RISE DEAD OR ALIVE 2020 OSAKA                   | 2020年11月1日  |
| ○    | 小林愛理奈                                     | 3R終了 判定3-0                    | RISE DEAD OR ALIVE 2020 YOKOHAMA                | 2020年10月11日 |
| ○    | KAREN                                          | 2分3R終了 判定3-0                 | KNOCK OUT CHAMPIONSHIP.2                        | 2020年9月13日  |
| △    | 松谷綺                                         | 3R終了 判定1-1                    | RISE GIRLS POWER                                | 2019年11月8日  |

## 獲得タイトル
- NEXT QUEENトーナメント優勝
- 第2代RISE QUEENアトム級王座

## 入場テーマ曲
- 「Lose Yourself」 - エミネム